# 貨幣供應量

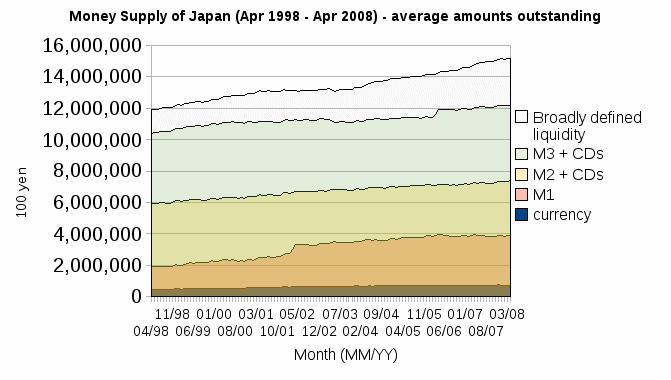
日本的M1、M2

貨幣供應量，又稱銀根，是在宏觀經濟學中，某一个特定时间点中，货币资产的总量。尽管有很多种定义“货币”的方法，但标准的测量一般包括了流通货币与活期存款。貨幣供應量有3個定義，分別是M0、M1及M2，但部份地區會定義為M1、M2及M3。
貨幣供應量通常是由中央銀行或政府機構專門記錄和公布。由於經濟分析師相信貨幣供應量的變化會影響證券的價格水平、通貨膨脹、匯率和經濟週期，因此他們會經常觀察貨幣供應量的變化。

## 定義
- M0 = 流通中的现金
- M1 = M0 + 商业银行活期存款，称为狭义货币供应量，又称狭义货币。
- M2 = M1 + 商业银行定期存款，称为广义货币供应量，又称广义货币。

### 中国大陆
1. M0 流通中的现金 = 流通中现金
2. M1 货币 = M0＋可开支票进行支付的单位活期存款
3. M2 货币和准货币 = M1＋居民储蓄存款＋单位定期存款＋单位其他存款＋证券公司客户保证金
注：非存款类金融机构在存款类金融机构的存款，住房公积金存款 自2011年10月纳入中国大陆M2统计口径[1]

### 香港
在香港，存款機構分為三類：包括持牌銀行、有限制牌照銀行(RLBs)及接受存款公司(DTCs)。
1. M1 = 公眾持有的法定貨幣（紙幣及硬幣）+ 持牌銀行客戶的活期存款
2. M2 = M1 + 持牌銀行的客戶儲蓄及定期存款 + 持牌銀行發出且而非銀行持有的可轉讓存款證（NCDs）
3. M3 = M2 + RLBs和DTCs的客戶存款 + RLBs和DTCs發出而非銀行持有的NCDs

### 台湾
依中央銀行現行定義：
1. 貨幣總計數M1A（Monetary Aggregate, M1A）
M1A = 通貨淨額（社會大眾手中持有的通貨）＋ 企業及個人與非營利團體存在銀行與基層金融機構之支票存款及活期存款
2. 貨幣總計數M1B（Monetary Aggregate, M1B）
M1B = M1A ＋ 活期儲蓄存款
（目前只有個人及非營利團體可以開立儲蓄存款帳戶）
3. 貨幣總計數M2（Monetary Aggregate, M2）
M2 = M1B ＋ 準貨幣
（準貨幣 Quasi-money 是指可無條件立即按等價兌換成狹義貨幣的貨幣性資產，例如定期性存款、外匯存款、郵政儲金等，其流動性較狹義貨幣低，多以價值儲藏為目的；惟受金融自由化與國際化影響，部分準貨幣資產與狹義貨幣間之分際已日趨模糊。）

## 外部連結
- Money and quasi money (M2) （页面存档备份，存于） - World Bank